# Dino Crisis
Dino Crisis – gra z gatunku survival horror stworzona i wydana przez Capcom. 1 lipca 1999 pojawiła się na PlayStation, rok później na PC oraz Dreamcasta. Reżyserem i jednocześnie producentem jest Shinji Mikami najbardziej znany jako twórca serii Resident Evil. W roku 2000 pojawił się sequel Dino Crisis 2, a w 2003 Dino Crisis 3. Obydwa tytuły zmieniły gatunek w porównaniu do pierwowzoru stając się strzelaninami. W międzyczasie 27 lipca 2002 pojawił się spin-off serii Dino Stalker, który jest tzw. „celowniczkiem”. Na konsolę Game Boy Color planowano wydać pierwszą wersję Dino Crisis, jednak projekt nigdy nie został dokończony. Na konsolę PlayStation sprzedano 2.4 mln kopii gry

## Rozgrywka
Rozgrywka jest bliźniaczo podobna do innej gry wydanej przez Capcom Resident Evil. Sterowanie jest niemal identyczne jak w Resident Evil 3: Nemesis, który został wydany 3 miesiące wcześniej. W obu grach występuje przeciwnik, który podąża za nami przez cały czas: Resident Evil 3 - Nemesis, Dino Crisis - Tyranozaur. Istnieje przypuszczenie, że gry rozgrywają się w tym samym uniwersum. Dowodem na to są skrzynie w Dino Crisis, które posiadają oznaczenia firmy Umbrella kojarzonej tylko z serią RE. Po ukończeniu RE 3: Nemesis główna bohaterka Jill Valentine otrzymuje jako dodatkowy strój Reginy. Capcom rozgrywkę w Dino Crisis określiło jako panic horror. Twórcy gry skupili się na tym by rozgrywka nie koncentrowała się tylko na akcji i strzelaniu do dinozaurów. W grze pojawia się suspens oraz wiele zagadek do rozwiązania.

## Fabuła
Gra rozpoczyna się w roku 2009 na fikcyjnej wyspie Ibis. Agent S.O.R.T. (Secret Operation Raid Team) Tom zostaje wysłany w celu infiltracji wyspy. Na miejscu odkrywa, że na wyspie przebywa doktor Edward Kirk i prowadzi badania nad nowym rodzajem energii, która w niepowołanych rękach, może stać się straszliwą bronią. Agencja postanawia wysłać dodatkowo czwórkę agentów (Regina, Gail, Rick oraz Cooper) aby schwytali doktora Kirka. Agenci dostają się na wyspę za pomocą spadochronów i rozpoczynają swoją misję. Agent Cooper ląduje daleko od miejsca zbiórki w samym centrum dżungli. Jego obecność szybko odkrywa Tyranozaur Rex i po krótkim pościgu pożera go. Nieświadomi zagrożenia pozostali członkowie S.O.R.T. docierają do bazy. Ich oczom ukazują się zmasakrowane zwłoki personelu oraz naukowców. Chwilę później odkrywają, że za masakrą stoją dinozaury. Niestety helikopter, którym dostali się na wyspę zostaje zniszczony przez Tyranozaura. Uwiezieni na wyspie rozpoczynają grę o przetrwanie...

## Postacie
- Regina – rudowłosa 22-letnia bohaterka, którą sterujemy w całej grze. Jedyna kobieta w drużynie S.O.R.T. Jest agentką wywiadu i ekspertem w używaniu broni.
- Gail – lider pięcioosobowej drużyny wysłanej na wyspę Ibis. Były szpieg. Powodzenie misji jest dla niego najważniejsze. Używa ciężkiego karabinu maszynowego.
- Rick – komputerowy geniusz. Jego podstawową bronią jest snajperka. Uważa, że życie członków jest dużo ważniejsze niż powodzenie całej misji.
- Cooper – czwarty z członków S.O.R.T. Jego obecność w grze nie trwa zbyt długo ponieważ zostaje pożarty przez tyranozaura już na samym początku gry.
- Tom – kolejny z agentów S.O.R.T. Jego zadaniem była infiltracja wyspy. Został zraniony przez Pteranodona, a później zabity przez velociraptora.
- Dr. Edward Kirk – genialny naukowiec, który upozorował swoją śmierć. Po tym wydarzeniu udał się na wyspę Ibis i pracował dla rządu z Borginii nad projektem zwanym Third Theory (ang. „Trzecia Teoria”). produkt jego badań jest bardzo pożądany ze względu na możliwość wykorzystania go do działań militarnych. Kirk jest osobą niestabilną emocjonalnie oraz posiada zbyt wysokie ego. Nie szczędzi swych współpracowników by osiągnąć swój cel jakim jest ukończenie badań.

## Dinozaury
Dinozaury to w Dino Crisis nasi główni przeciwnicy. Występuje tu tylko pięć gatunków. Jednak każdy z gatunków ma wiele występujących form, które różnią się siłą zadawanych ciosów oraz ilością obrażeń, które same mogą przyjąć:
- Welociraptor: Pierwszy z dinozaurów, które spotykamy w grze. Pojawia się bardzo często i w różnych wariantach kolorystycznych.
- Kompsognat: Mały, kurczakopodobny dinozaur. Atakuje w grupie, najczęściej w zamkniętych pomieszczeniach.
- Pteranodon: Wielki pterozaur, ponieważ jest latającym gadem atakuje na otwartej przestrzeni.Potrafi unieść Reginę i upuścić zadając przy tym obrażenia.
- Terizinozaur: Wielki i powolny dinozaur z potężnymi pazurami. Pojawia się w dalszej części gry. Najczęściej na otwartej przestrzeni.
- Tyranozaur: W całej grze pojawia się tylko jeden osobnik, który kontynuuje pogoń za Reginą przez całą grę. Tyranozaura nie da się zabić przez żadną z dostępnych broni.